# タイム涼介
タイム 涼介（タイム りょうすけ）は、日本の漫画家。神奈川県横浜市出身。

## 来歴
高校在学中の1995年1月、『お前のそれは万引きとは言えない』でヤングマガジン月間新人漫画賞（講談社）に入選、プロデビュー。
2014年には映画監督に挑戦し、初監督作『イルカ少女ダ、私ハ。』でMOOSIC LAB2014に参加した。同作は当時全く無名であった吉岡里帆の初主演作であり、MOOSIC LAB2014女優賞を受賞した。

## 連載作品
- フランス（1995年-1996年、『週刊ヤングマガジン』）
- 新人日記（1996年-1999年、『ヤングマガジン増刊赤BUTA』）
- もう7年も会ってない君へ（1996年、『週刊ヤングマガジン』）
- 日直番長（1997年-1998年、『週刊ヤングマガジン』）
- 派犬社員ケンイチ（1999年-2000年、『コミックモーニング新マグナム増刊』）
- 東京カイシャイン（1999年-2001年、『コミックビーム』）
- ハウスボウラー（2000年、『ヤングマガジンアッパーズ』）
- 魔呆症ハチスケ（2000年、『コミックモーニング新マグナム増刊』）
- おねがいこっくりどん（2001年-2004年、『ミステリーボニータ』）
- あしたの弱音（2001年-2006年、『コミックビーム』）
- まるごし商店街（2002年-2004年、『まんがくらぶ』）
- 幸運のファラオ（2004年、『スーパーパチスロ777』）
- しらゆき姫と七人の大人（2004年-2005年、『ヤングマガジンアッパーズ』）
- タイム涼介のパチスロ何枚?生活（2004年-2007年、『スーパーパチスロ777』）
- 家庭の哲学（2005年-2006年、『livedoorデイリー4コマ』）
- 総取り学園パチスロ部（2007年、『スーパーパチスロ777』）
- アベックパンチ（2007年-2010年、『コミックビーム』）
- I.C.U.（2011年-2013年、『コミックビーム』）
- シェアハウス野川（2013年-2014年、『もっと！』）
- セブンティウイザン（2016年-2018年、『くらげバンチ』、全5巻）
- セブンティドリームズ（2018年-、『月刊コミックバンチ』、既刊4巻）
- JEM 自主映画という麻薬（2020年-、『VIDEOSALON』）

## 単行本
- 「日直番長」全4巻（1997年-）

1. 講談社 (1997/09) ISBN 4-06-337339-8
2. 講談社 (1998/03) ISBN 4-06-337352-5
3. 講談社 (1998/09) ISBN 4-06-337374-6
4. 講談社 (1998/11) ISBN 4-06-337378-9

- 「東京カイシャイン」全1巻

1. エンターブレイン (2000/09) ISBN 4-7577-0216-7

- 「アベックパンチ」全2巻
- 『アベックパンチ 完全版』全3巻
- 「あしたの弱音」全1巻

1. エンターブレイン (2007/8/25) ISBN 978-4-7577-3689-4

- 「I.C.U.」全3巻 （2011年-）

1. エンターブレイン (2011/9/24) ISBN 978-4-04-727531-7
2. エンターブレイン (2013/1/25) ISBN 978-4-04-728663-4
3. エンターブレイン (2013/1/25) ISBN 978-4-04-728664-1

- セブンティウイザン（2017年-2018年）全5巻